# Ville Valo

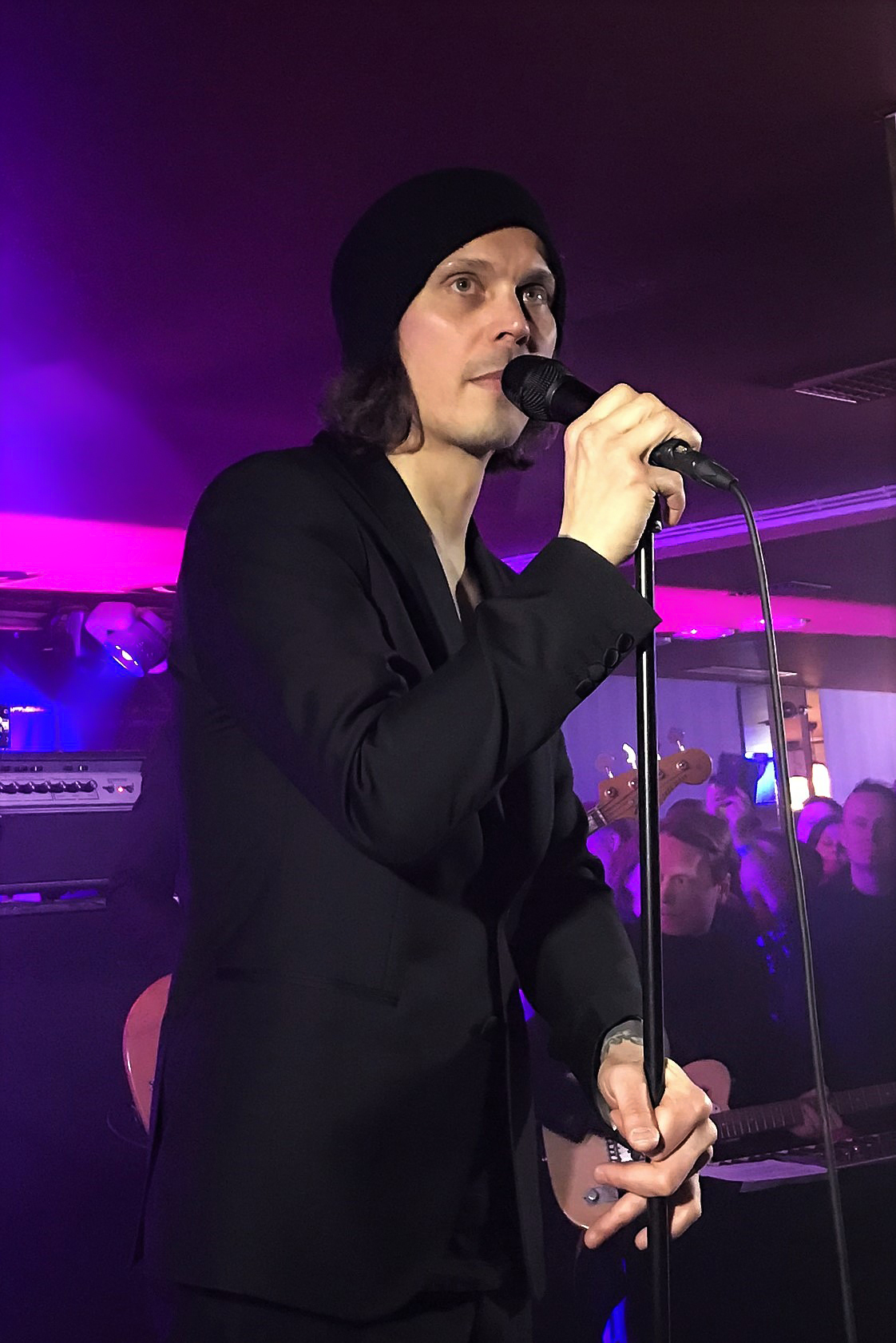
Ville Valo, 2019

Ville Hermanni Valo [ˈvilːɛ ˈvɑlɔ] ⓘ (* 22. November 1976 in Helsinki) ist ein finnischer Rockmusiker. Er war Sänger und Songwriter der Band HIM, die 1991 gegründet wurde und bis zur Auflösung Ende 2017 bestand, und war Schlagzeuger in der Band Daniel Lioneye des HIM-Gitarristen Mikko Lindström. Im Jahr 2020 startete Valo eine Solokarriere unter dem Akronym VV.

## Leben

### Kindheit und Jugend
Ville Hermanni Valo wurde am 22. November 1976 im Helsinkier Stadtteil Vallila geboren, verbrachte dort aber nur seine ersten Lebensmonate. Er wuchs in der finnischen Hauptstadt Helsinki im Stadtteil Oulunkylä auf. Oulunkylä befindet sich ca. 6 km nördlich des Stadtzentrums von Helsinki. Dort lebte er, mit seinen Eltern Kari und Anita Valo und seinem sieben Jahre jüngeren Bruder Jesse in einem Mehrfamilienhaus. Seine Mutter Anita ist Ungarin, sein Vater Kari Finne. Sein Vater arbeitete als Taxifahrer und später als Besitzer eines Sex-Shops (seit Villes 14. Lebensjahr). Seine Mutter Anita arbeitete, laut Ville Valo, für den Stadtrat.

### Musik

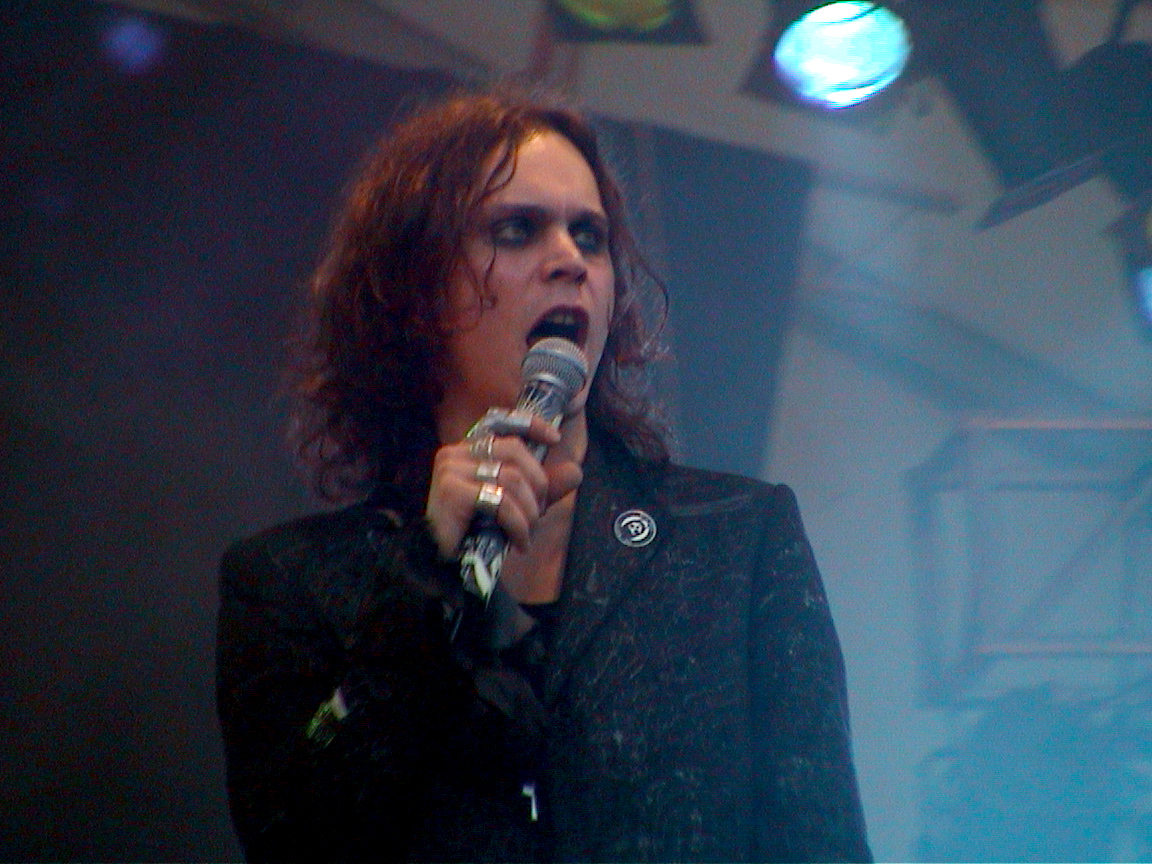
Ville Valo, 2001

Seit seiner frühen Kindheit beschäftigte sich Ville Valo mit Musik. Er spielt E-Bass, Gitarre, Keyboard, Klavier und Schlagzeug. Er besuchte eine Musikschule. Die Schule in Oulunkylä war eine der wenigen Schulen, die zu dieser Zeit in Helsinki Musikklassen hatten. In der dritten Klasse bestand Valo den Eignungstest für die Musikklasse. Er wählte als Instrument den E-Bass, weil er Gene Simmons (Kiss) und Steve Harris (Iron Maiden) mochte. Mikko Henrik Julius Paananen, der Bassist, und Mikko Lindström (* 1976), der Gitarrist von HIM, besuchten dieselbe Schule wie Valo. Paananen ist allerdings zwei Jahre älter und ging in eine höhere Klasse. Obwohl Valo auf einer Musikschule war, hatte er nie Gesangsunterricht oder sang in einem Chor. Er sagte sogar, dass er sich damals für seine Stimme schämte.
Zu Schulzeiten spielte er in mehreren Bands Bass oder Schlagzeug, manche davon waren Schulbands (Jazz- und Dixieland-Bands). Zeitweise spielte er in sechs oder sieben Bands zur gleichen Zeit. Zwei dieser Bands (Aurora und Donits Osmo Experience) veröffentlichten auf Sampler-CDs (Monk Rock, 1992 und Rumba 10 – A Collection of Fresh Finnish Underground Rock. 1993), die Musik von finnischen Newcomer-Bands beinhalten, ein paar Lieder.
Valo und seine Freunde gingen oft zu Punk- oder Rock-Konzerten in Clubs. Zum Beispiel gab es den Lepakko-Club (Fledermaus) in Helsinki, der auch als Jugendzentrum diente und in dem sie sich oft aufhielten. Der Club wurde 1999 abgerissen. Paananens älterer Bruder war Teilhaber an einem Club genannt Teatro, deshalb hielten sie sich auch oft dort auf. Paananen, Pätkä (HIMs Ex-Schlagzeuger) und Valo arbeiteten sogar in dem Club. Durch die Clubbesuche knüpften sie auch Beziehungen zu Leuten, die im Musikgeschäft etwas zu sagen hatten und ihnen auf irgendeine Art und Weise hilfreich waren oder später berühmt wurden (z. B. Apocalyptica).
Ohne Abschluss brach er mit 15 Jahren die Schule ab, um Musiker zu werden.

## Karriere

### HIM
Sein Hauptwerk entstand als Sänger und Songwriter für seine Band HIM. Die Band wurde 1991 unter dem Namen His Infernal Majesty gegründet (später wurde der Name zu HIM abgekürzt) und löste sich Ende 2017 auf. HIM haben eine EP, acht Studioalben und ein Livealbum veröffentlicht.
In Deutschland sind HIM am bekanntesten für die Single Join Me (in Death), die Ende 1999/Anfang 2000 mehrere Wochen auf Platz eins der Charts war und im Fernsehen und Radio häufig gespielt wurde.

### Soloprojekte
2004 nahm er mit Apocalyptica und Lauri Ylönen von The Rasmus den Song Bittersweet auf. Nach der Welttour zum 2005 erschienenen fünften HIM-Album Dark Light widmete sich Ville Valo verschiedenen Soloprojekten.
Anfang 2007 stand die von Valo zusammen mit der Schauspielerin Natalia Avelon gesungene Coverversion von Summer Wine, die aus dem Filmsoundtrack von Das wilde Leben stammt, 17 Wochen in den Top 10 der deutschen Singlecharts; unter anderem erreichte sie Platz eins in Finnland und war mehrere Wochen auf Platz zwei in Deutschland. Das Lied wurde von Lee Hazlewood komponiert, die bekannteste frühere Interpretation stammt von ihm und Nancy Sinatra.
Am 20. März 2020 veröffentlichte Valo unter dem Projektnamen VV drei Lieder auf diversen Streaming-Portalen, welche als Gothica Fennica Vol. 1 betitelte EP online zu erstehen sind.

## Diskografie
Studioalben / EPs
- 2019: Ville Valo & Agents
- 2020: Gothica Fennica Vol. 1
- 2023: Neon Noir

Singles
- 2007: Just for Tonight (Manna feat. Ville Valo)
- 2016: Olet mun kaikuluotain
- 2016: Lusifer (Teho Majamäki feat. Ville Valo)
- 2016: Knowing Me, Knowing You (MGT feat. Ville Valo)
- 2016: Xmas Song (Andy McCoy feat. Ville Valo)
- 2018: Orpolapsi kiurun (mit Agents)
- 2019: Ikkunaprinsessa (mit Agents)
- 2020: Run Away from the Sun
- 2020: Salute the Sanguine
- 2022: Loveletting
- 2022: Echolocate Your Love

## Weitere Projekte neben HIM
- 1997: Wrap Your Troubles in Dreams (Ville Valo als Backgroundsänger bei The 69 Eyes)
- 1998: Hunningolla (Ville Valo und Band als Gast im Video dieses Songs der Band Neljä Ruusua)
- 1998: Laulava Sydan (Ville Valo mit den AGENTS – singt auf deren Alben drei Songs auf Finnisch)
- 1999: Ikkunaprinsessa (Ville Valo and The Agents)
- 1999: Paratiisi (Ville Valo and The Agents)
- 1999: Jykevää on rakkaus (Ville Valo and The Agents)
- 1999: Valo yössä (Ville Valo and The Agents)
- 1999: Freak Out (Ville Valo als Backgroundsänger bei Tehosekoitin in dem Lied Laura)
- 1999: Wasting the Dawn (Ville Valo als Backgroundsänger bei The 69 Eyes)
- 1999: Wasting the Dawn (Ville Valo als Gast im Video dieses Songs von The 69 Eyes)
- 1999: Sweet Desire (Ville Valo schrieb den Song Whispers in the chaos für Lullacry)
- 2000: Blessed Be (Ville Valo als Backgroundsänger bei The 69 Eyes)
- 2001: Death of a Clown (Ville Valo als Backgroundsänger bei 5. 15 – Five Fifteen)
- 2002: Hedonis Hellcats (Migé, Ville Valo und Linde als Backgroundsänger bei The Skreppers)
- 2002: Support Band von The Skreppers (Lux Airam/Ville Valo, Miguelo/Migé & D. Lioneye/Lily)
- 2002: Paris Kills (Ville Valo als Backgroundsänger bei The 69 Eyes)
- 2002: AurA (Ville Valo als Backgroundsänger bei The Mission)
- 2004: Saturnalia (Ville Valo als Backgroundsänger bei Lowe Motor Corporation)
- 2004: The Call of the Trash (Ville Valo als Backgroundsänger bei The Skreppers)
- 2004: Devils (Valo als Backgroundsänger bei The 69 Eyes)
- 2005: If I Die Tonight (Ville Valo als Backgroundsänger im Song If I die tonight von Isabelle's Gift)
- 2005: Something Diabolical (Bloodhound Gang feat. Ville Valo)
- 2006: The Byronic Man (Cradle of Filth feat. Ville Valo)
- 2006: Kun Minä Kotoani Läksin (Ville Valo feat. Tommi Viksten)
- 2006: Täällä Pohjantähden Alla (Kari Tapio feat. Ville Valo)
- 2006: Gastauftritt im Film Jackass: Nummer Zwei
- 2007: Summer Wine (Ville Valo feat. Natalia Avelon)
- 2008: Black No. 1 (Roadrunner United)
- 2008: Ville Valo als Moto Moto in Madagascar 2
- 2010: Backing Vocals für den Song Angel Walk Among Us auf dem Anathema-Album We’re Here Because We’re Here